# 게이브 캐플런

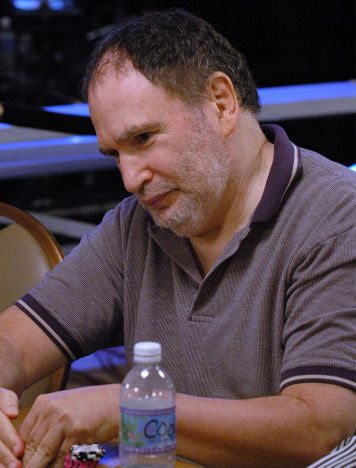

게이브 캐플런(영어: Gabe Kaplan, 1945년 3월 31일 ~ )은 미국의 TV 사회자, 배우, 각본가이다.
브루클린에서 태어났다.

## 영화
- 더 그랜드 (2007년)
- 튤립 (1981년)
- 노바디 퍼펙트 (1981년)